# Gitona ethiopica
Gitona ethiopica är en tvåvingeart som beskrevs av Tsacas och Teshome 1981. Gitona ethiopica ingår i släktet Gitona och familjen daggflugor.
Artens utbredningsområde är Etiopien. Inga underarter finns listade i Catalogue of Life.